# テンギズ・ザムタラドゼ
テンギズ・ザムタラドゼ（グルジア語: თენგიზ ზამთარაძე、Tengiz Zamtaradze、1998年1月2日 - ）は、ラグビー・ヨーロッパ・スーパーカップ、ブラックライオンに所属するラグビーユニオン選手。

## プロフィール
- ジョージア・トビリシ出身[1]。
- ポジションはフッカー(HO)。
- 身長 181cm、体重 96kg
- U20ジョージア代表に選ばれたことがある[2]。
- ジョージア代表キャップは7（2025年2月現在）でラグビーワールドカップ2023のジョージア代表に選ばれた[3]。

## 略歴
レロ・サラセンズを経て、2021年、ブラックライオンに加入。 